# Social welfare
Sociale welfare is een hoorspel van Barry Bermange. Katzenjammer werd op 11 november 1968 door de RIAS (Rundfunk im amerikanischen Sektor Berlins) uitgezonden. Tuuk Buytenhuys vertaalde het en de VARA zond het uit op woensdag 18 mei 1977. De regisseur was Barry Bermange. Het hoorspel duurde 58 minuten.

## Rolbezetting
- Frans Somers (de boer)
- Willy Brill (de dame)
- Paul van der Lek (de soldaat)

## Inhoud
In dit stuk laten drie mensen, geleid door allerlei uitvluchten en vooroordelen, onverstoorbaar na iets zeer eenvoudigs te doen. In groteske overdrijving karakteriseert de auteur een typische gedragswijze, want deze drie mensen vertegenwoordigen hier, zoals hij te verstaan geeft, de hele menselijke samenleving…